# Četverec gibalne količine
Četvêrec gibálne kolíčine (oznaka Pμ) je v posebni teoriji relativnosti razširitev pojma gibalne količine, poznanega iz klasične mehanike. Vpeljan je kot vektor četverec, enak zmnožku mase m in četverca hitrosti uμ:
{\displaystyle P^{\mu }=mu^{\mu }=\left(m\gamma c_{0},m\gamma \mathbf {v} \right)}
Pri tem je m lastna masa (tudi invariantna masa ali mirovna masa), γ Lorentzev faktor, c0 hitrost svetlobe v praznem prostoru in v hitrost v trirazsežnem prostoru.